# مینه هیمه
مینه هیمه' (به ژاپنی: 峰姫 みねひめ)، همسر هشتمین ارباب قلمرو میتو در ولایت هیتاچی بود. همسر او توکوگاوا نارینوبو، پسر ارشد هفتمین ارباب، توکوگاوا هاروتوشی، از همسر غیراصلی‌اش ایو 五百 بود. 
مینه هیمه، هفتمین دختر یازدهمین شوگون، توکوگاوا ایه‌ناری، و خواهر ناتنی دوازدهمین شوگون، توکوگاوا ایه‌یوشی، و خواهر تنی پدر چهاردهمین شوگون، توکوگاوا ایه‌موچی  بود.